# Південно-Східна Українська Автономна Республіка

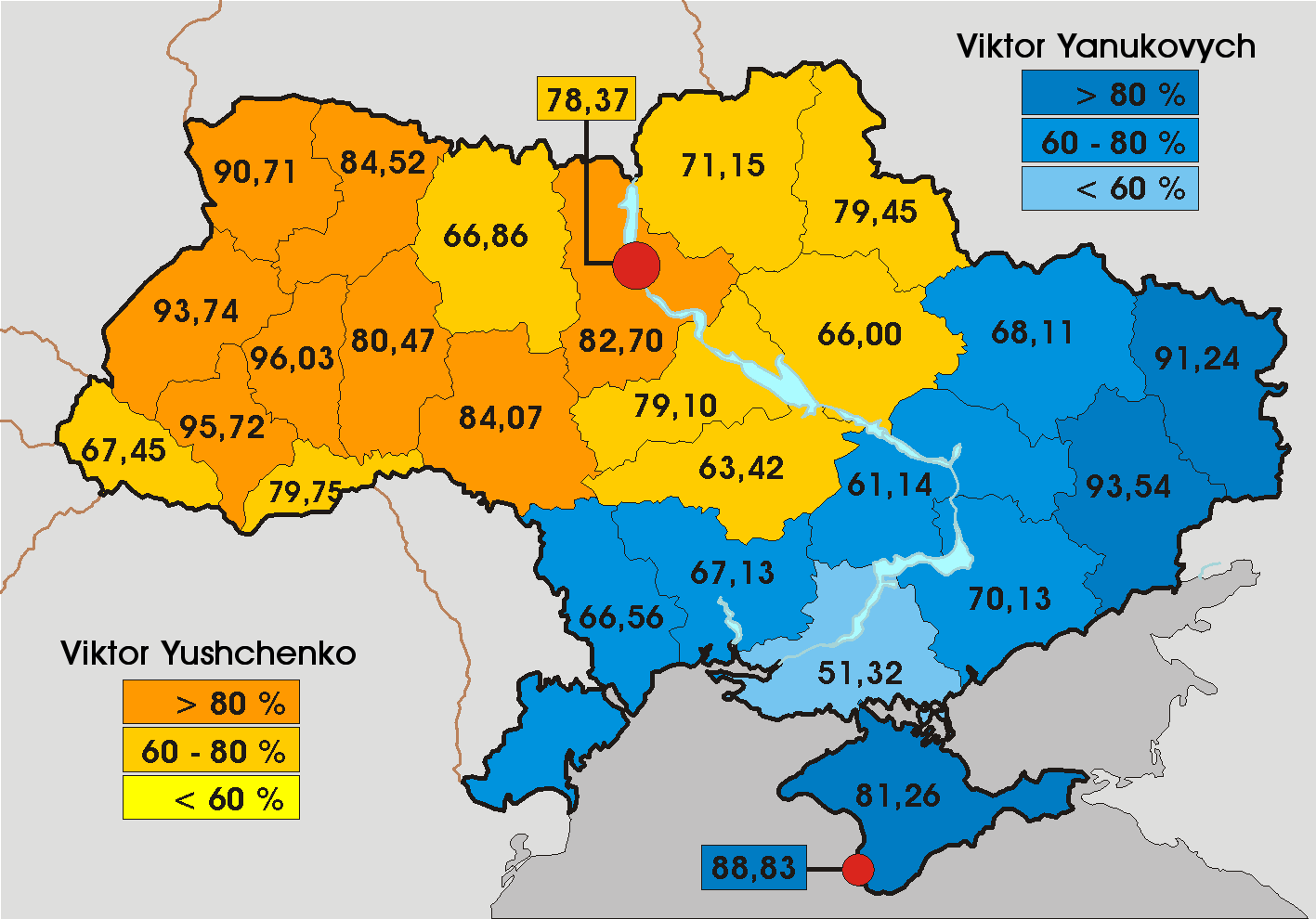
Результати другого туру президентських виборів 2004 р. Регіони, де більшість голосів набрав Янукович (відзначено синім), ініціаторами проєкту передбачалося об'єднати в складі Південно-Східної Української Автономної Республіки

Південно-Східна Українська Автономна Республіка скорочено ПСУАР (рос. Юго-Восточная Украинская Автономная Республика) іноді згадується у ЗМІ як «ПіСУАР» — проєкт від'єднання південних та східних областей від решти України та утворення автономії. Проєкт переважно просували представники Партії регіонів у відповідь на поразку Віктора Януковича в президентських виборах та Помаранчеву революцію 2004 року. Не реалізований в зв'язку з перемогою Помаранчевої революції й обранням Президентом України Віктора Ющенка.

## Короткі відомості
26 листопада 2004 року сесія Луганської обласної ради ухвалила рішення про створення Автономної Південно-Східної Української Республіки. Депутати заявили про закриття зовнішніх кордонів і звернулися по допомогу до президента РФ Володимира Путіна. У відповідь на це, Міністр юстиції України Олександр Лавринович запевнив, що адміністративно-територіальний устрій України визначається Конституцією, тож Україна є унітарною державою, а її територія в рамках чинного кордону є цілісною і недоторканною. Цього ж дня громада прихильників Віктора Януковича в Одеській області на чолі з Русланом Боделаном, міським головою Одеси, проголосила резолюцію з вимогою визнання міста Одеси й усієї Одеської області самоврядною територією «Новоросійський край». Наступного дня позачергова сесія ради Харківської області зосередила всю владу в руках губернатора Євгена Кушнарьова, створила виконавчі комітети обласної й районних рад та надала їм повноваження органів державної влади. Сесія зобов'язала обласні управління Держскарбниці й Нацбанку призупинити перерахування коштів до держбюджету. Представникові Харківського виконкому Євгенові Кушнарьову доручено вести координацію дій із ВР АРК та радами Донецької, Дніпропетровської, Запорізької, Луганської, Одеської, Херсонської й Миколаївської областей, міськрадою Севастополя. За умови подальшого «загострення ситуації» Євген Кушнарьов мав би координувати свої дії з цими областями задля створення Південно-Східної автономії.
28 листопада в Сєвєродонецьку прихильники Януковича провели так званий «Всеукраїнський з'їзд народних депутатів і депутатів місцевих рад», на якому визнали легітимним обрання Віктора Януковича на посаду президента України, а у разі обрання на цю посаду Віктора Ющенка вирішено наполягати на проведенні референдуму щодо зміни адміністративно-територіального устрою України. Серед делегатів звучали заклики створити підрозділи самооборони й проголосити державу зі столицею в Харкові. Сам Віктор Янукович у своєму виступі закликав не вдаватися до радикальних дій і наголосив: «як тільки проллється крапля крові, ми не зупинимо цей потік. Це буде на совісті тих, хто спровокував цю ситуацію» (хоча це не завадило йому десятьма роками пізніше почати розстріл Майдану).
Одним із гасел, під якими в третьому турі виборів Віктора Ющенка обрали Президентом України, було засудження тих, хто зазіхнув на територіальну цілісність України (насамперед, Луганська рада). Проти Євгена Кушнарьова й Олександра Єфремова порушили карні справи за частиною 2, статті 110 Карного кодексу України за «посягання на територіальну цілісність і недоторканність України», та жодних вироків винесено не було. Учасника з'їзду Бориса Колеснікова, на той час голову Донецької облради, Віктор Ющенко згодом навіть нагородив орденом «За заслуги».